# Мельбурнський Атенеум
Атенеум або Мельбурнський Атенеум – одна з найстаріших громадських установ Вікторії, Австралія, заснована 1839 року. 
Сучасну назву установа отримала у 1873 році. У той час найбільшою популярністю користувалась бібліотека. Будівлю було перебудовано у 1885-1886 роках. 
Найбільш значущою подією для Атенеуму є щорічний Мельбурнський міжнародний фестиваль комедії.